# Stefan Listowski
Stefan Listowski (ur. 10 listopada 1902 w Mońkach, zm. 19 stycznia 1987 w Sopocie) – polski architekt.

## Życiorys
Studiował na Wydziale Architektury Politechniki Warszawskiej, dyplom uzyskał w roku 1931.
Do roku 1939 wykonał wiele projektów budynków użyteczności publicznej. Od 1936 roku pracował w warszawskiej Akademii Sztuk Pięknych na Wydziale Rzeźby Monumentalnej. Od roku 1945 w Gdańskiej Dyrekcji Odbudowy w Wydziale Zabezpieczenia Zabytków, a od 1948 roku w gdańskim Biurze Projektów Budownictwa Przemysłowego. Zaprojektował między
innymi budynek Wydziału Budowy Okrętów Politechniki Gdańskiej i Operę Leśną w Sopocie. W Państwowej Wyższej Szkole Sztuk Pięknych w Gdańsku (od roku 1996 : Akademia Sztuk Pięknych w Gdańsku) pracował w latach 1945–1970. Profesor, prowadził Pracownię Projektowania Architektonicznego na Wydziale Architektury Wnętrz. W latach 1949–1960 był dziekanem Wydziału Architektury Wnętrz, a od roku 1963 do 1966 prorektorem uczelni.
Pochowany na cmentarzu komunalnym w Sopocie (kwatera F4-C-1).

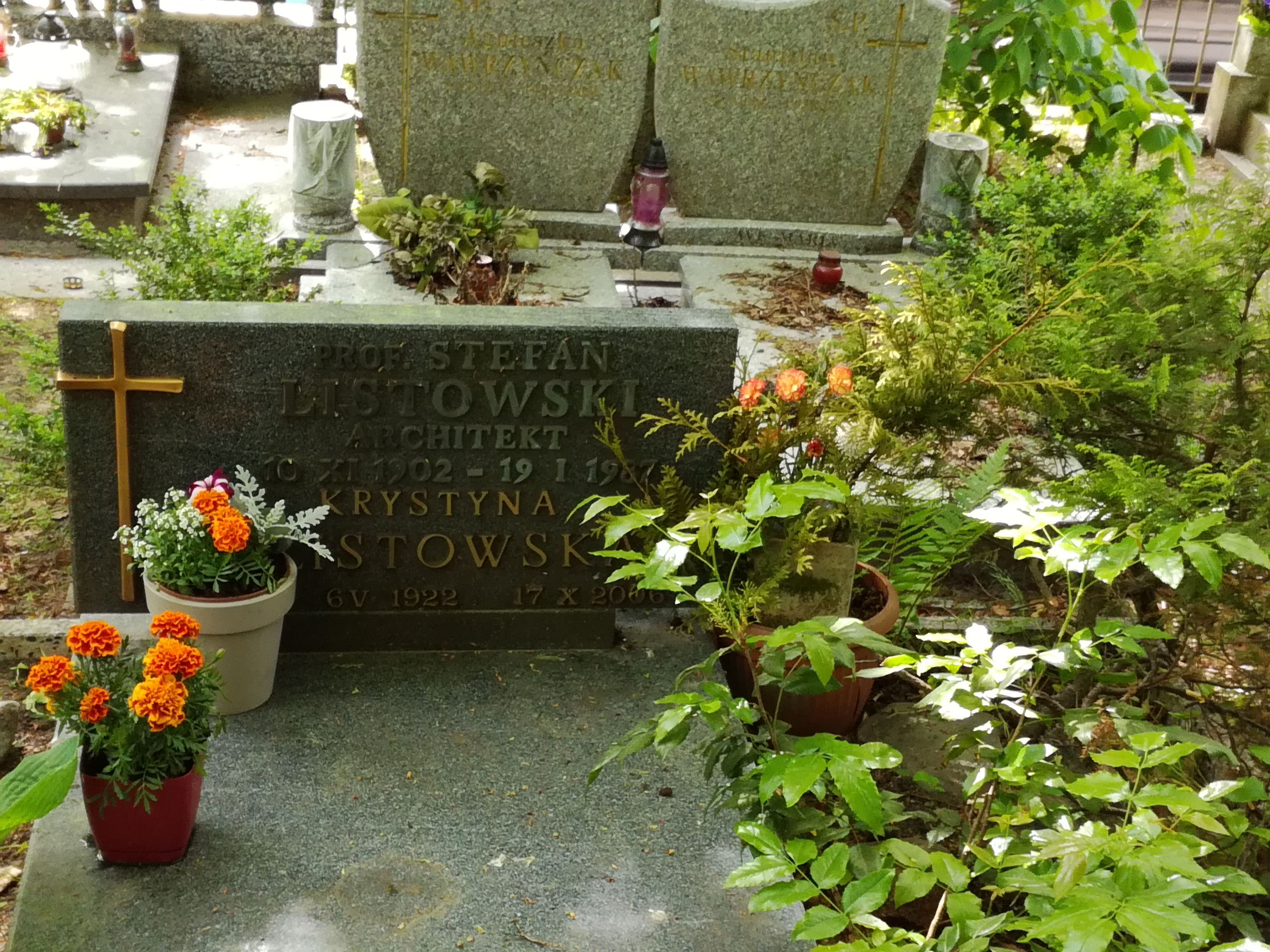
Grób Stefana Listowskiego na Cmentarzu Komunalnym w Sopocie